# Majetín
Majetín är en ort i Tjeckien.   Den ligger i regionen Olomouc, i den östra delen av landet, 220 km öster om huvudstaden Prag. Majetín ligger 206 meter över havet och antalet invånare är 1 087.
Terrängen runt Majetín är platt.Runt Majetín är det ganska tätbefolkat, med 120 invånare per kvadratkilometer. Närmaste större samhälle är Přerov, 9,7 km sydost om Majetín. Trakten runt Majetín består till största delen av jordbruksmark.